# Télécabine Panoramic Mont-Blanc
Télécabine Panoramic Mont-Blanc är en gondolbana som går från toppen av berget Aiguille du Midi 3 842 m ö.h. i departementet Haute-Savoie i Frankrike till Pointe Helbronner (3 452 m ö.h.) på gränsen mellan Frankrike och Italien.
Gondolbanan passerar över glaciären Glacier de Geant och Mont Blanctunneln via en mellanstation på Gros Rognon (3 536 m ö.h.) och är 5,1 kilometer lång. Kabinerna går i grupper på tre längs en oändlig slinga och resan tar cirka 40 minuter inklusive fem korta stopp. 

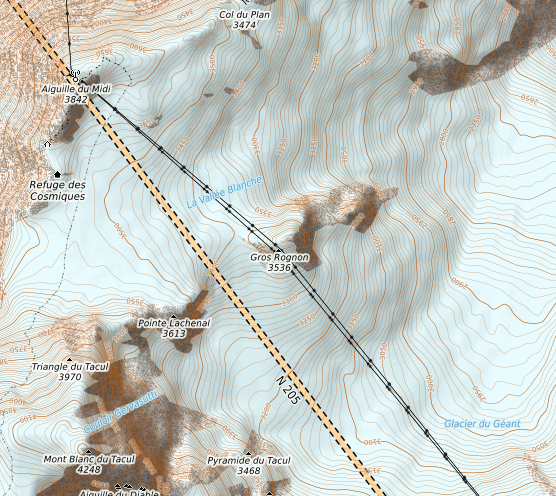
Höjdkarta med Gros Rognon och Mont Blanchtunneln.

29 augusti 1961 dödades sex personer när ett franskt F84-F jaktflygplan av misstag träffade en bärkabel så att tre kabiner störtade till marken.

## Bilder

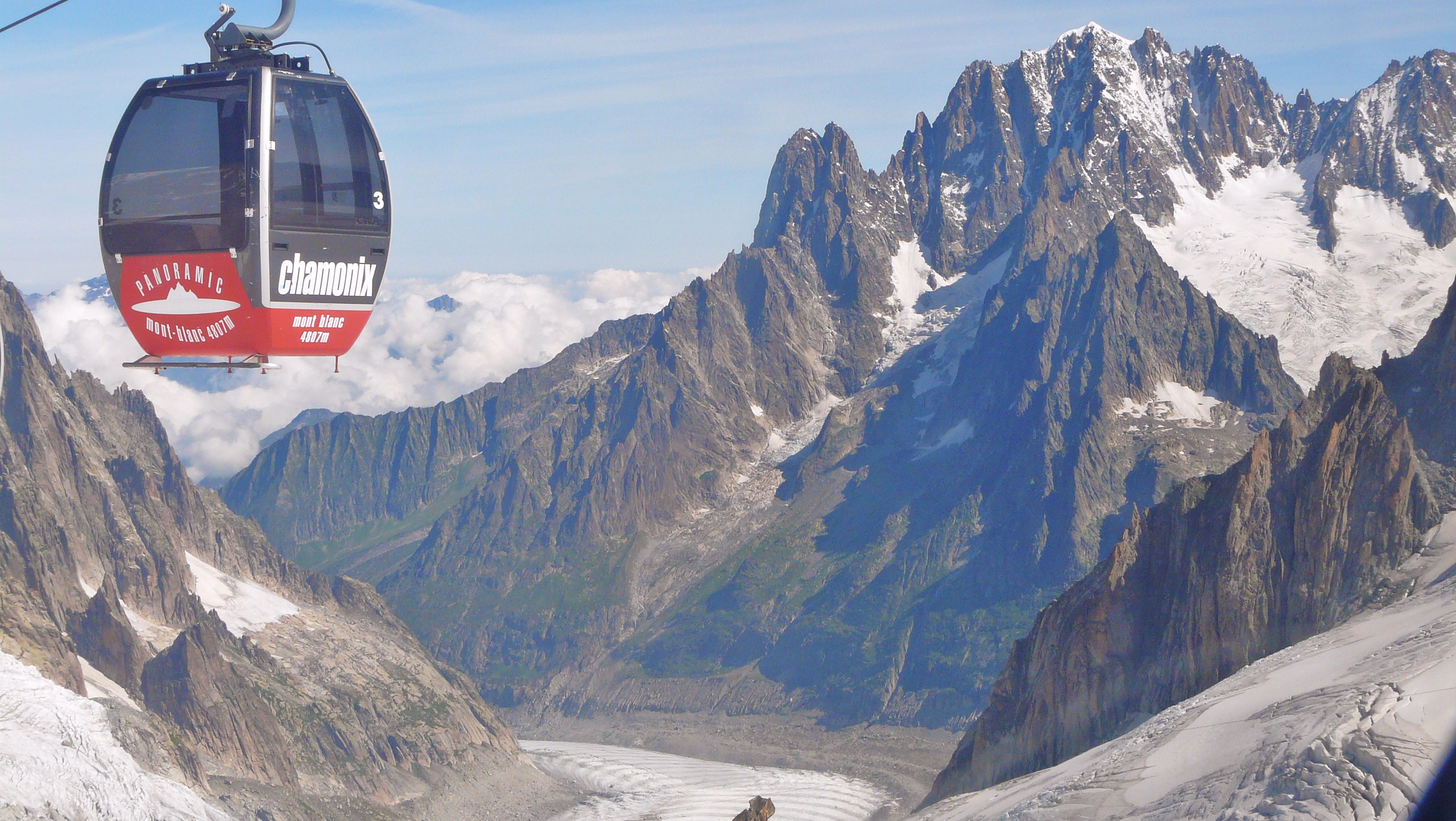
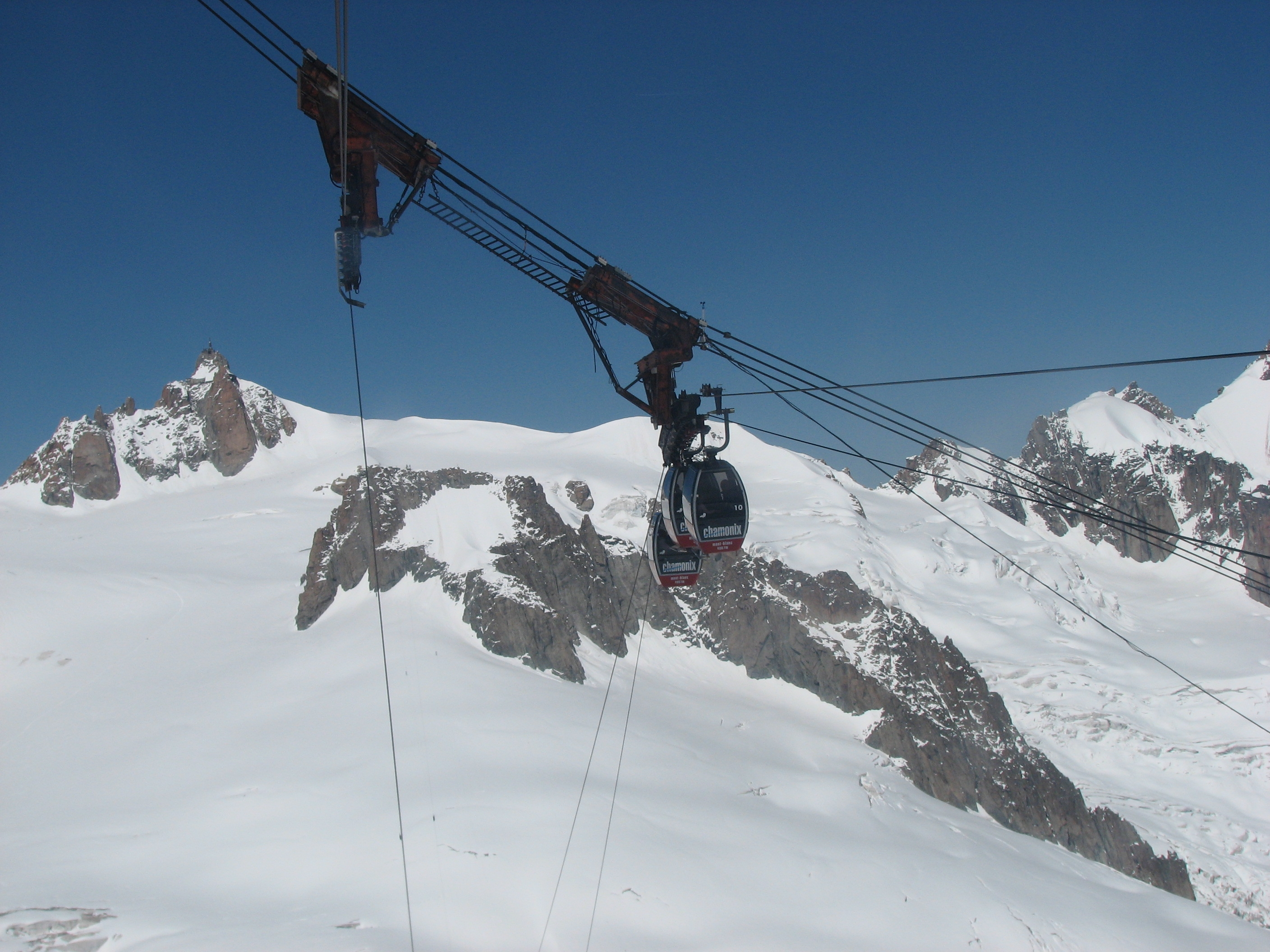
Hängande station.
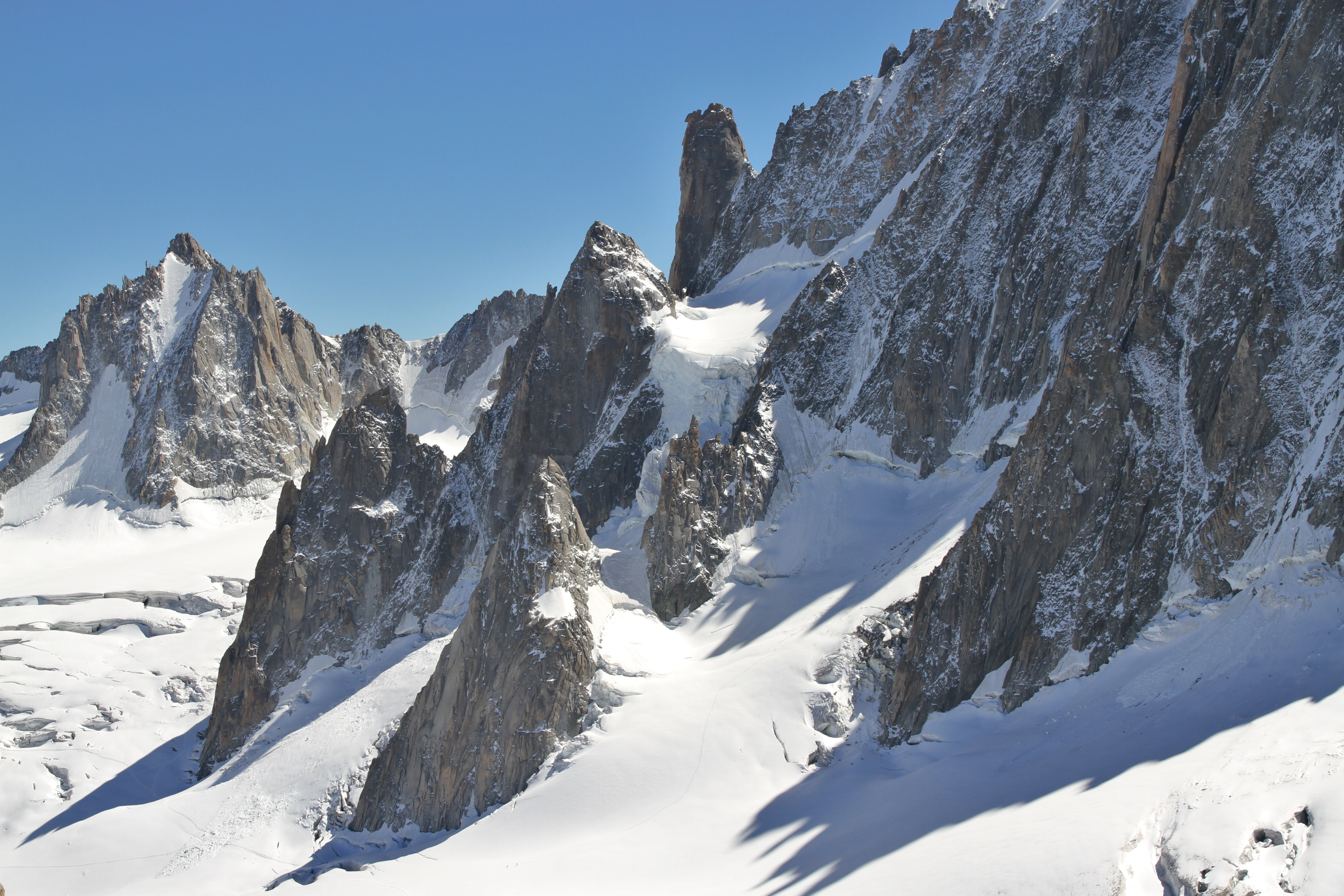
Utsikt från gondolbanan.
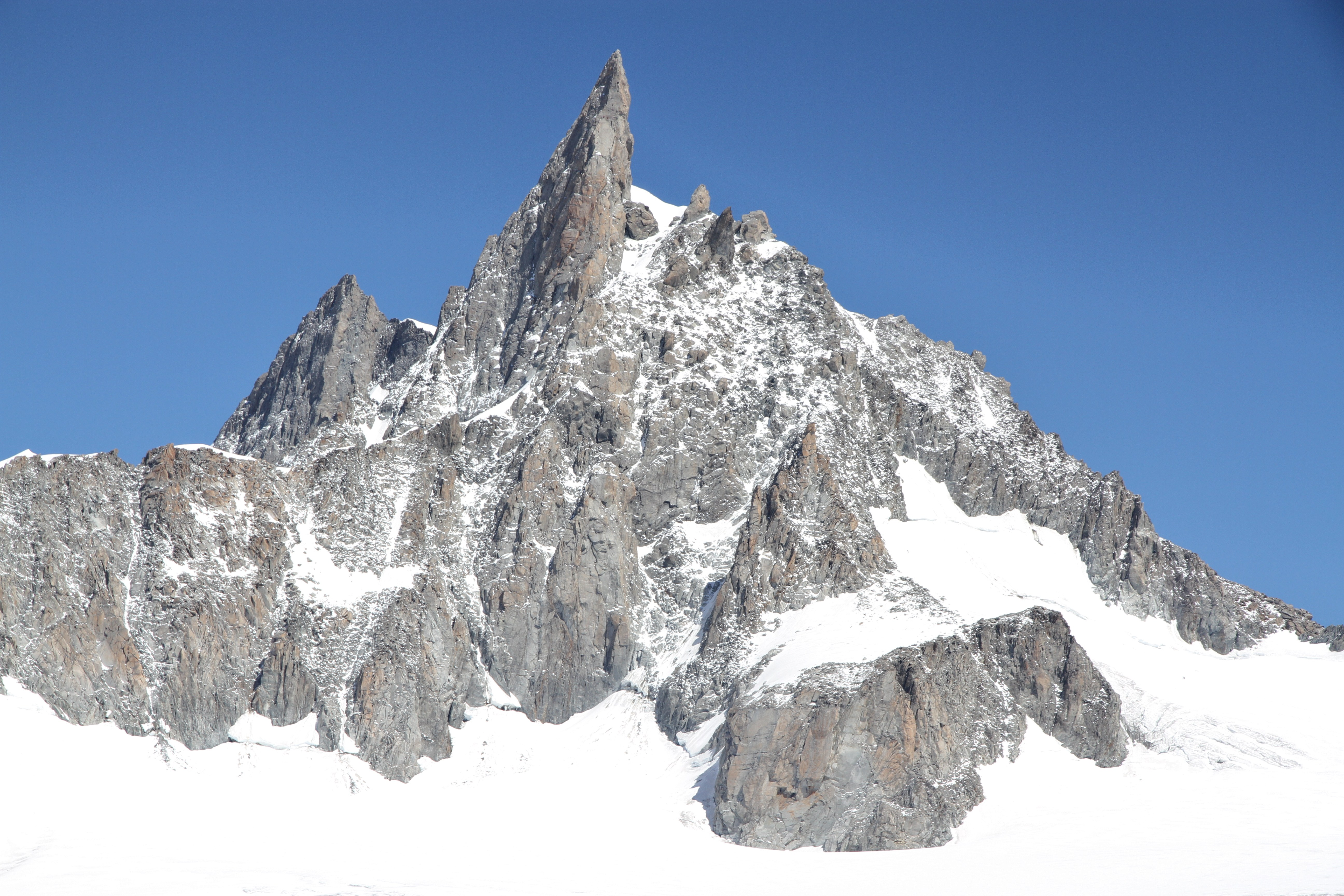
Dent du Géant.